# Citroën Visa

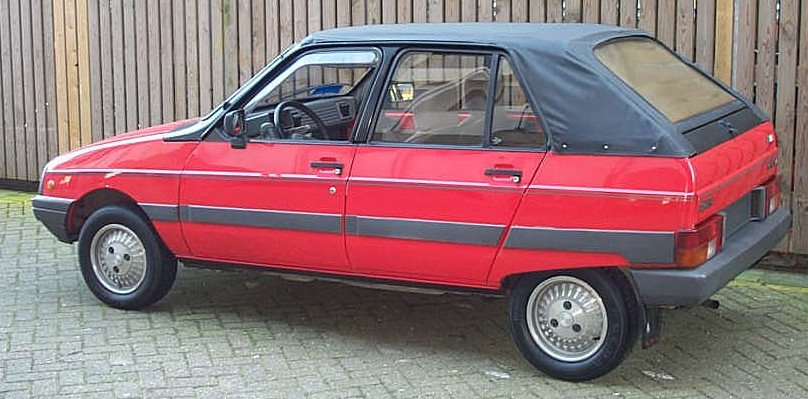
Citroën Visa Décapotable från 1985.

Citroën Visa var en småbil från 1970-talet som baserades på bottenplattan från Peugeot 104. Modellen tillverkades mellan åren 1978 och 1988 i totalt 1 254 390 exemplar. Den ersattes då av den modernare, men mindre rymliga AX-modellen. 
Det fanns flera versioner däribland cabrioletversionen Décotable och skåpbilen C15 (som tillverkades fram till 2005). Motorerna som erbjöds var i storleksspannet 600-1600 cc. Den minsta motorn var 2-cylindrig boxermotor som var en vidareutveckling av motorn i 2CV, Ami, med flera modeller. Den motorn monterades i bilens längdriktning, medan de 4-cylindriga motorerna var tvärställda. En GTI-version erbjöds också, liksom flera rallymodeller.

## Historik
För att ersätta Citroën Ami startade Citroën ett projekt i samarbete med Fiat. Det kallades Project Y och byggde på plattformen som kom att användas till Fiat 127. Samarbetet med Fiat avbröts, och Citroën började i stället arbeta på en egen design med 2CV:s tvåcylindriga boxermotor. När Peugeot köpte upp Citroën 1974 ledde det i stället till att en ny gemensam plattform togs fram för Peugeot 104 och Citroën Visa, med tvärställd motor och framhjulsdrift. Visa såldes även med 2CV-motorn.
År 1982 fick Visa en ansiktslyftning vilket resulterade i ett mer slätstruket utseende än tidigare och några år senare förlorade den ett av sina främsta karaktärsdrag; en halvdigital instrumentpanel som satt utspridd som små satelliter runt ratten ersattes av en konventionell dito. I och med detta planerades också ett nytt karossalternativ; en kombi med namnet Break, men denna version kom aldrig i produktion.
I Sverige såldes Visa med 1,1 och 1,4 litersmotor. Boxermotorvarianten, GTI och Diesel togs aldrig in. Tidiga Visa hade, liksom många andra bilar från denna tid, ett undermåligt rostskydd och därför är den idag en udda syn i Sverige.
Efter att produktionen av Visa lagts ned i Frankrike så fraktades överblivna delar och tillverkningsverktyg till Kina där man fortsatte att tillverka modellen under namnet Wuling LZW 7100 i totalt 1300 exemplar fram till 1995. 
En släkting till Visa är Citroën Axel, tillverkad av Oltcit i Rumänien och är något av en blandning mellan Visa och Citroën GSA. Denna bil byggde på det ursprungliga projekt som Citroën övergav när Peugeot kom in i bilden. Eftersom den rumänska staten (som ägde Olcit) inte kunde betala sina skulder till Citroën fick man i stället exportera en del av bilarna som betalning och dessa exportmodeller fick namnet Citroën Axel. Ej såld i Sverige.

## Karosserier
- Halvkombi med tre dörrar (nyttoversionen Entreprise utan baksäte)
- Halvkombi med fem dörrar
- Cabriolet med fyra dörrar (Décapotable)

## Versioner
- Special
- Club
- Super (E/X)
- Torphé
- E
- RE
- L
- RS (endast i Skandinavien)
- TRS
- Chrono
- GT
- GTI
- Mille Pistes
- Olympique
- Etoile